# Бофорт, Маргарет, графиня Стаффорд
Маргарет Бофорт (англ. Margaret Beaufort; ок. 1427 — 1474) — графиня Стаффорд, дочь Эдмунда Бофорта, 2-го герцога Сомерсета, и Элеанор Бошан, дочери Ричарда де Бошан, 13-го графа Уорика.

## Биография
Маргарет происходила из знатного английского рода Бофортов — побочной ветви английской королевской династии Ланкастеров. Её отец, Эдмунд Бофорт, 2-й герцог Сомерсет, был приближённым короля Генриха VI и его жены Маргариты Анжуйской, имея огромное влияние на короля.
В 1444 году Маргарет выдали замуж за Хамфри Стаффорда, старшего сына и наследника Хамфри Стаффорда, 1-го герцога Бекингема. 
В начавшейся в 1450-е годы войне Алой и Белой розы отец, братья, а также муж со своими родственниками держали сторону Ланкастеров. Однако 22 мая 1455 года в Первой битве при Сент-Олбансе ланкастерская армия, которую возглавлял отец Маргарет, была разгромлена Йорками, а сам он погиб. Муж Маргарет, Хамфри, также участвовавший в этой битве, получил серьёзную рану. Он умер через несколько лет. 10 июля 1460 года в битве при Нортгемптоне погиб и отец её мужа, герцог Бекингем. А после разгрома 29 марта 1461 года в битве при Таутоне ланкастерской армии братья Маргарет бежали из Англии, из-за чего она осталась без поддержки. Её единственный выживший сын Генри Стаффорд, унаследовавший владения Стаффордов, был ещё мал и в итоге оказался под опекой Елизаветы Вудвиль, жены короля Эдуарда IV.
Маргарет в итоге вышла замуж вторично — за сира Ричарда Дайрелла из Лиллингстоун Дейрелл, имевшего владения в Бекингемшире. В этом браке у неё родилась как минимум одна дочь, Маргарет. 
Маргарет умерла в 1474 году.

## Браки и дети
1-й муж: с 1444 Хамфри Стаффорд (ок. 1424 — ок. 1459), 7-й граф Стаффорд. Дети:
- Генри Стаффорд (4 сентября 1455 — 2 ноября 1483), 8-й барон Стаффорд, 8-й барон Одли, 7-й граф Стаффорд, 2-й граф Бекингем и 2-й герцог Бекингем с 1460
- Хамфри Стаффорд (ум. в младенчестве)[3]
- дочь[4]
- дочь[2]

2-й муж: сир Ричард Дайрелл из Лиллингстоун Дейрелл. Дети:
- Маргарет Дайрелл (ок. 1465 — ?); муж: ранее 1483 Джеймс Тюше (ок. 1463 — 28 июня 1497), 7-й барон Одли из Хали